# Hugh McDevitt
Hugh O’Neill McDevitt (* 26. August 1930 in Cincinnati oder Wyoming, Ohio; † 28. April 2022 in Stanford, Kalifornien) war ein US-amerikanischer Immunologe und Professor an der Stanford University in Stanford, Kalifornien.

## Leben
McDevitt erwarb 1952 einen Bachelor in Biologie an der Stanford University in Stanford, Kalifornien, und 1955 einen M.D. an der Harvard Medical School in Boston, Massachusetts. Als Assistenzarzt arbeitete er zwischen 1955 und 1957 am Peter Bent Brigham Hospital in Boston und am Bellevue Hospital in New York City, New York, bevor er bis 1959 für die U.S. Army in Camp Zama in Japan diente. Als Postdoktorand arbeitete McDevitt in der Abteilung für Bakteriologie und Immunologie der Harvard Medical School, bevor er 1961/1962 wieder in der Inneren Medizin des Peter Bent Brigham Hospital in Boston arbeitete. 1962 ging McDevitt für einen Forschungsaufenthalt an das Medical Research Council in Mill Hill (London). 1964 übernahm er erste Lehrtätigkeiten für die Harvard University Medical School in Boston, bevor er Professor an der Stanford University wurde (1966 Assistant Professor, 1969 Associate Professor, 1972 ordentlicher Professor), zunächst für Immunologie, ab 1978 auch für Mikrobiologie. 1968 hatte er die Facharztanerkennung als Immunologe erhalten. Gastprofessuren führten ihn 1991 an die University of Hong Kong in Hongkong und 1992 an die University of Alabama in Tuscaloosa, Alabama. In den Jahren 1981/1982 war er Präsident der American Association of Immunologists.
Er war mit Grete Sonderstrup McDevitt verheiratet. Das Paar hat vier Kinder.

## Wirken
McDevitt hat sich besondere Verdienste in der Erforschung der Zusammenhänge zwischen Immunantwort und Haupthistokompatibilitätskomplex (MHC) erworben. Die pathogenetischen Grundlagen der rheumatoiden Arthritis sind jahrzehntelanger Schwerpunkt seines wissenschaftlichen Wirkens.
Jüngere Arbeiten befassen sich außerdem mit der Pathogenese des Diabetes mellitus Typ I.

## Auszeichnungen (Auswahl)
- 1977 Mitgliedschaft in der National Academy of Sciences
- 1981 Passano Award[3]
- 1983 Mitgliedschaft im Institute of Medicine
- 1984 Mitgliedschaft in der American Academy of Arts and Sciences
- 1987 Paul-Ehrlich-und-Ludwig-Darmstaedter-Preis[4]
- 1995 Mitgliedschaft in der Royal Society
- 1998 Jessie Stevenson Kovalenko Medal der National Academy of Sciences der Vereinigten Staaten[5]

Die Stanford University School of Medicine vergibt den Hugh McDevitt Prize für die beste Dissertation auf dem Gebiet der Immunologie.